# Rodemack
Rodemack è un comune francese di 1 325 abitanti situato nel dipartimento della Mosella nella regione del Grand Est.

## Storia

### Simboli
Lo stemma comunale riprende il blasone dell'antica famiglia de Rodemack.

## Società

### Evoluzione demografica
Abitanti censiti